# Шульц, Эдуард Францевич
Эдуард Францевич Шульц (1825—1884) — инспектор воспитанников Императорского училища правоведения. Действительный статский советник. Брат А. Ф. Шульца.

## Биография
Родился 17 (29) июля 1825 года. С 1838 года воспитывался в 1-м кадетском корпусе, где в 1843 году был произведён в унтер-офицеры, а в 1844 году — в фельдфебели. По окончании курса в 1845 году он был выпущен в лейб-гвардии Гренадерский полк прапорщиком и через два года произведён в подпоручики.
В 1848 году был командирован в Москву в состав сводной гвардейской пехоты и вскоре за тем, по случаю войны в Венгрии, находился в походе гвардии к западным границам империи. По возвращении из похода он еще пять лет служил в строевой армии, пока 10 февраля 1854 года, по Высочайшему повелению, был командирован в Императорское училище правоведения на должность воспитателя и в том же году произведён в штабс-капитаны. В январе 1858 года он был уволен от военной службы и вслед за тем Высочайшим приказом по гражданскому ведомству определён (с переименованием в надворные советники) воспитателем училища правоведения. В 1875 году ему было поручено поправлять должность инспектора воспитанников и в 1877 году он был утверждён в этой должности.
За отличие по службе 1 апреля 1879 года он был произведён в действительные статские советники. В 1882 году он временно исполнял должность директора училища и вторично был призван к исполнению этой должности летом 1884 года, незадолго до смерти, последовавшей 1 декабря того же года после непродолжительной болезни. Похоронен на Новодевичьем кладбище вместе с женой, Зинаидой Никитичной (19.02.1835—01.04.1907).

## Награды
- орден Св. Станислава 2-й ст. с императорской короной (1866)
- орден Св. Анны 2-й ст. (1871)
- орден Св. Владимира 3-й ст. (1876)
- орден Св. Станислава 1-й ст. (1882)